# Rustem Dautov
Rustem Dautov (28 de novembro de 1965) é um jogador de xadrez da Alemanha com participações nas Olimpíadas de xadrez. Dautov participou das edições de Yerevan (1996), Elista (1998) e Istambul (2000), Bled (2002) e Calvià (2004) ajudando a equipe a conquistar a medalha de prata em 2000, jogando no terceiro tabuleiro. Seu melhor resultado individual foi a medalha de bronze e de melhor performance em 2000.